# Carlos Gaviria
Carlos Gaviria (Bogotà, 9 febbraio 1956) è un regista colombiano.

## Biografia
Carlos Gaviria nasce in Colombia e studia a New York specializzandosi in Belle Arti. Inizia la sua carriera come direttore della fotografia lavorando a più di una ventina di film e documentari negli Stati Uniti e in America Latina.
Come regista, realizza nel 1995 Mines, documentario selezionato nella Competizione Ufficiale del Festival Cinéma du Réel di Parigi, e nel 2004 Declarations of war, programmato nelle televisioni statunitensi per oltre 18 mesi. È stato consulente per l'Unicef che gli ha commissionato diversi reportage, tra i quali 500 seconds: the children of the Americas. Nel 2010 viene presentato Retratos en un mar de mentiras, presentato alla 21ª edizione del Festival del cinema africano, d'Asia e America Latina di Milano.

## Filmografia
- Mines - documentario (1995)
- Declarations of war - documentario (2004)
- Retratos en un mar de mentiras (2010)